# Lady Bird Johnson
Claudia Alta “Lady Bird” Taylor Johnson (Karnack, Texas; 22 de diciembre de 1912-West Lake Hills, Texas; 11 de julio de 2007) fue una periodista, docente, activista política y empresaria estadounidense, quien además fue la esposa del presidente Lyndon B. Johnson y primera dama de los Estados Unidos de 1963 a 1969.
Durante toda su vida, Lady Bird fue defensora del embellecimiento de las carreteras y ciudades de su nación, asimismo de los recursos naturales de la misma; haciendo de estas sus prioridades durante su gestión como primera dama. Después de dejar la Casa Blanca en 1969 y la muerte de su esposo en 1973, Claudia Johnson se mantuvo activa como empresaria y activista política, recibiendo la Medalla Presidencial de la Libertad y la Medalla de Oro del Congreso, el más alto honor civil que se puede conceder en su país natal.

## Infancia y juventud
De ascendencia inglesa y escocesa, nació en la plantación de sus padres, Brick House, en Karnack, Texas, hija de Minnie Patillo-Taylor (1868-1918) y Thomas Jefferson Taylor, un acomodado hombre de negocios. Recibió el apodo “Lady Bird” cuando una niñera dijo que «es tan bonita como una mariquita» (en inglés, “ladybird” = mariquita) y lo mantuvo toda su vida. 
Se graduó en la Marshall Senior High School, estudió periodismo y arte en  St. Mary's Episcopal School for Girls, graduándose en la Universidad de Texas. 

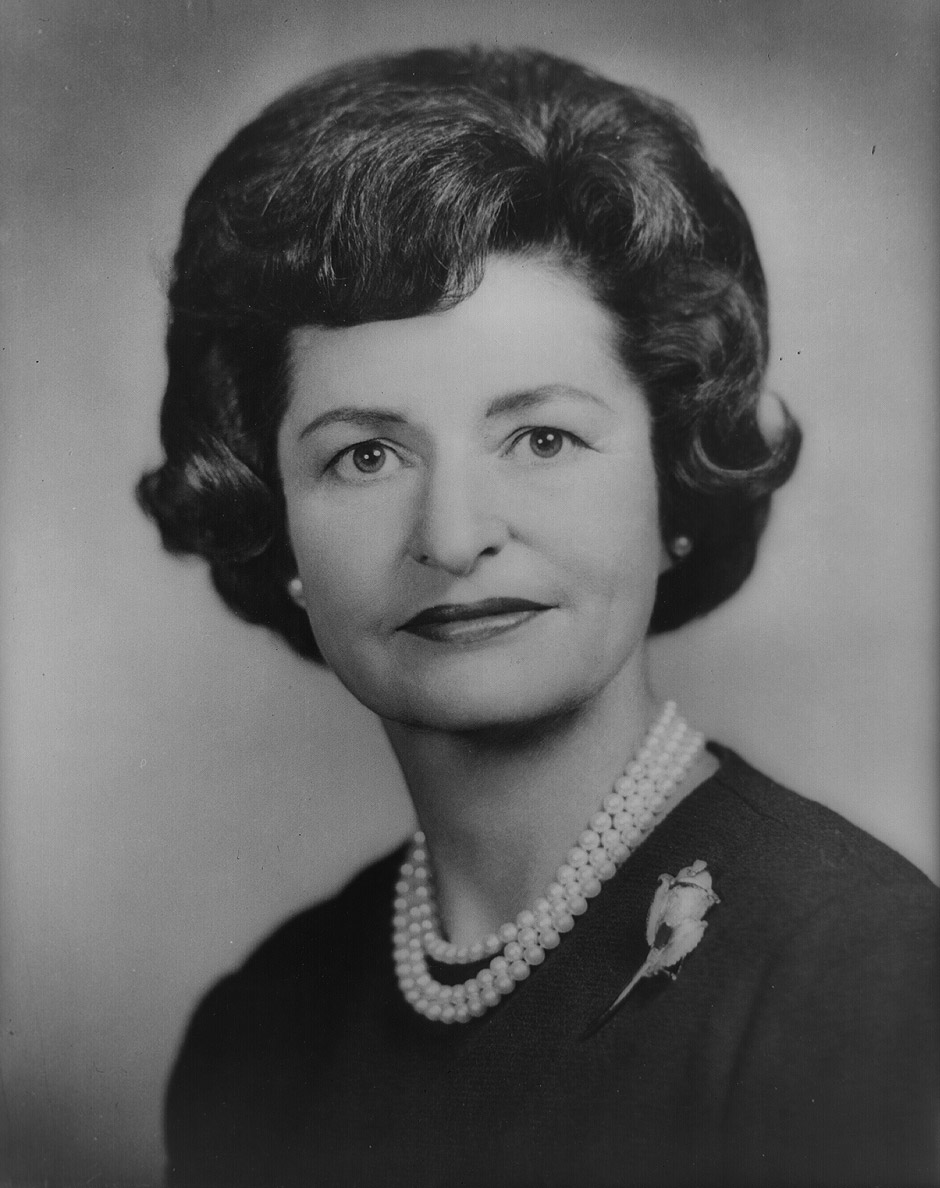
Lady Bird Johnson en 1962.

## Matrimonio
Se casó con Lyndon B. Johnson el 17 de noviembre de 1934 en San Antonio, Texas. Fueron padres de dos hijas, Lynda Bird Johnson (1944) y Luci Baines Johnson (1947).

## Primera dama de los Estados Unidos
Durante su etapa como primera dama, se dedicó a la protección del medioambiente, convenció a las autoridades texanas de mantener zonas arboladas en las carreteras, y creó un proyecto para embellecer la ciudad de Washington D. C., mejorando sus condiciones de habitabilidad.
Apoyó el plan Head Start, para acabar con el estado de pobreza de los niños necesitados, facilitándoles hogares de acogida. Nombró secretaria de prensa y jefa de su personal por primera vez a una mujer, Liz Carpenter, una compañera de la Universidad. 
En 1968, la actriz Eartha Kitt hizo un llamamiento pacifista durante un almuerzo para mujeres en la Casa Blanca, y Lady Bird consiguió que fuese exiliada profesionalmente de los EE. UU.

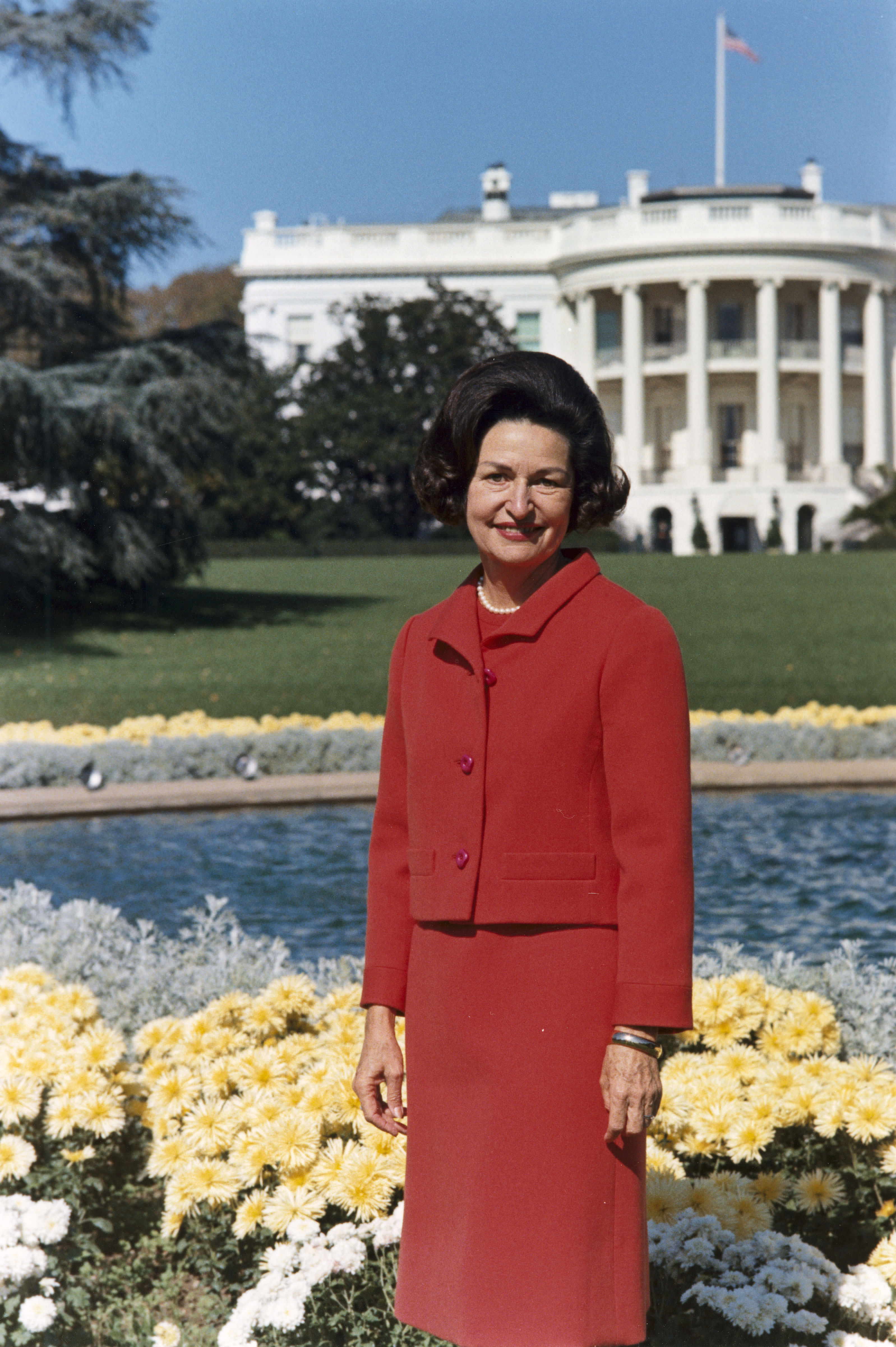
Lady Bird Johnson frente al lado sur de la Casa Blanca

## Desde 1969

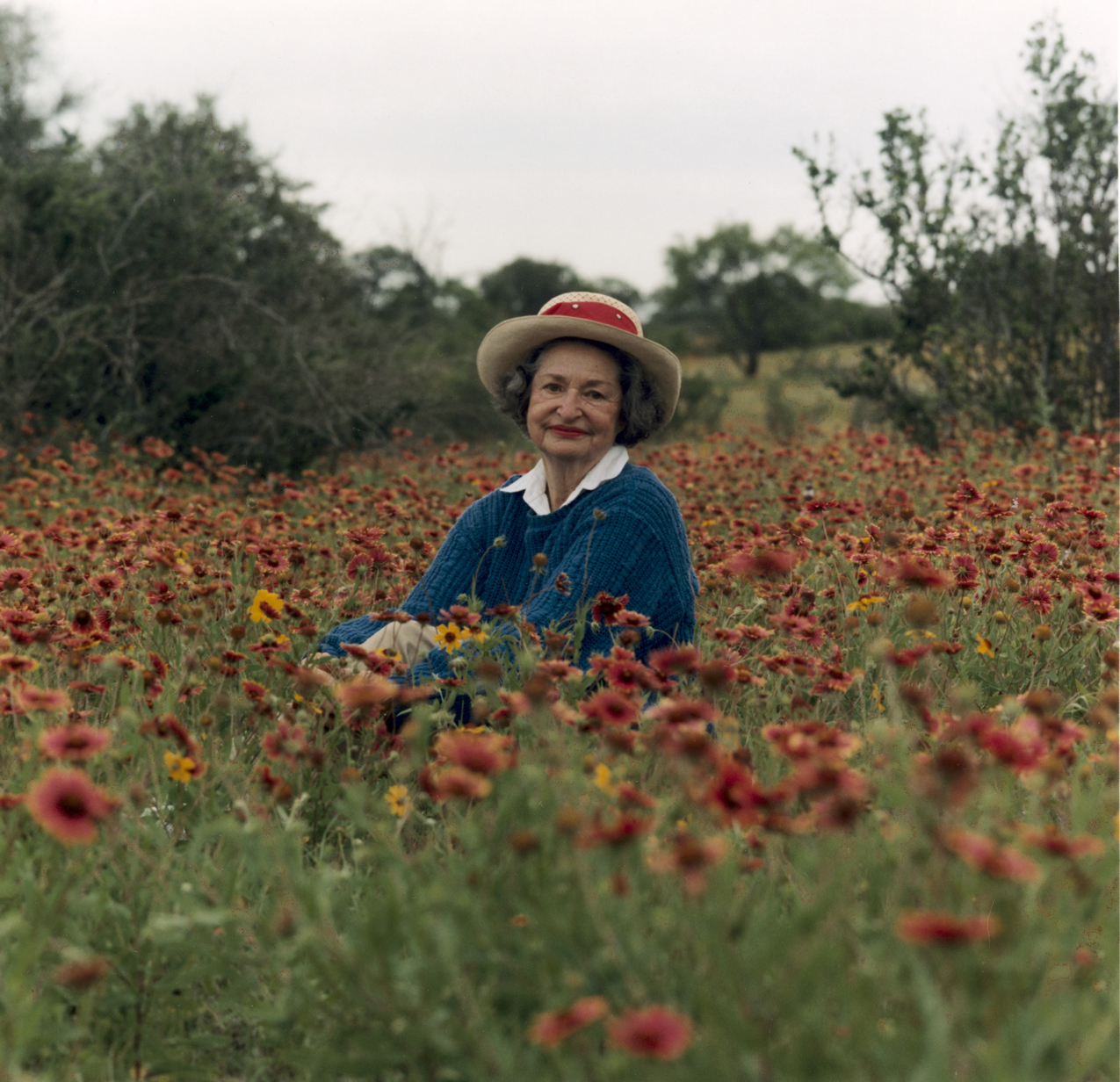
Lady Bird Johnson en el año 1990.

En los años 70, centró su atención en Austin, Texas, implicándose en el proyecto de embellecimiento del área ribereña del Lago Town. Fundó el National Wildflower Research Center, una organización no lucrativa dedicada a preservar y a reintroducir las plantas nativas en sus zonas de origen. El centro ahora se conoce como Lady Bird Johnson Wildflower Center. El 20 de junio de 2006, la universidad de Texas en Austin anunció su intención de incorporar el centro a la universidad. 
Después de que el presidente Johnson falleciera en 1973, Lady Bird permaneció en el ojo público, honrando a su marido y a otros presidentes. Era la viuda presidencial más activa durante los años 1970, los 1980, y los primeros 1990. Todavía asistió a la proclamación como presidente de George W. Bush en enero de 2001.
En 1993, sin embargo, su salud comenzó a fallar. Sufrió un leve ataque de apoplejía en agosto de 1993 y quedó prácticamente ciega debido a la degeneración macular. Fue hospitalizada el 11 de noviembre de 1999. El 2 de mayo de 2002, sufrió otro ataque, quedando incapaz de hablar coherentemente o caminar sin ayuda. En enero de 2005, fue de nuevo hospitalizada.
El 13 de octubre de 2006, hizo una última aparición pública durante el anuncio de la renovación de la Lyndon B. Johnson Library and Museum. Sentada en silla de ruedas y con muestras de los problemas de salud recientes, aplaudía junto con los presentes en la ceremonia.

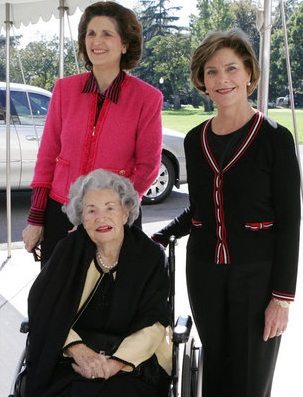
Lady Bird Johnson en 2005.

## Fallecimiento
Falleció el 11 de julio de 2007, con 94 años. Lady Bird Johnson y Nancy Reagan han sido las segundas mujeres más longevas que hayan ocupado el puesto de primera dama de los Estados Unidos. Solamente otra ha vivido más: Bess Truman, que murió a la edad de 97 años en 1982 (luego, Nancy Reagan y Lady Bird Johnson fueron superadas por Rosalynn Carter en 2022, año en el que Rosalynn cumplió 95 años). El servicio secreto de Estados Unidos la protegió durante más tiempo que a cualquier otra persona en la historia de Estados Unidos. desde el 20 de enero de 1961 cuando asumió como vicepresidente su esposo hasta su muerte en 2007 (46 años, 5 meses, y 20 días).
En su funeral se tocó la canción "The Eyes of Texas", dirigida por la Longhorn Marching Band. Esto dado que la primera dama fue estudiante de la Universidad de Texas en Austin.